# Serra Grande
Serra Grande là một đô thị thuộc bang Paraíba, Brasil. Đô thị này có diện tích 83,473 km², dân số năm 2007 là 3045 người, mật độ 36,5 người/km².